# 清澄 (江東區)
清澄（日语：／ Kiyosumi */?）是東京都江東區的町名。現行行政地名為清澄一丁目至清澄三丁目。2013年8月1日為止的人口有3,150人。郵遞區號135-0024。

## 地理
江東區深川地域內。北至小名木川，接常盤，東鄰白河，東南連三好，南通平野，西南接深川、福住、佐賀，西至隅田川，接中央區日本橋箱崎町、日本橋中洲。2000年12月大江戶線開通與2003年3月半藏門線延伸後，交通十分便利。超高層公寓大廈的再開發興盛。

### 河川
- 隅田川 - 清洲橋。
- 小名木川 - 高橋、佐賀。
- 仙台堀川 - 清澄橋、清川橋、海邊橋。

## 歷史
德川家康入府江戶時，本地為潮間帶。寛永6年(1629年)左右，此地以八名開拓者之一的彌兵衛命名為彌兵衛町。元祿8年（1695年）以彌兵衛的姓「清住」命名為清住町。1932年（昭和7年），清住町與伊勢崎町、西大工町、裏大工町、仲大工町合併改稱清澄町至今。

### 地名由來
原以八名開拓者之一的彌兵衛命名為彌兵衛町，之後以彌兵衛的姓「清住」命名為清住町。清住町與周圍各町合併時選擇更為優美的「清澄」，意指此地的隅田川透明清澈。

## 交通

### 鐵路
都營地下鐵大江戶線、東京地下鐵半藏門線通過此地。兩線轉乘站清澄白河站有一半建地在清澄內（住址位於白河）。東京都交通局在町內設置清澄廳舍。

### 巴士
町域內有「清澄白河站前」、「清澄庭園前」、「清澄一丁目」等巴士站，以下路線由東京都交通局運行。
- 急行06系統（清澄通）
- 門33系統（清澄通）
- 秋26系統（清洲橋通）

### 道路
- 東京都道10號東京浦安線（清洲橋通）
- 東京都道463號上野月島線（清澄通）

## 設施
- 中村中學校、高等學校
- 清澄公園
  - 江東區立深川圖書館
- 清澄庭園
- 雪絨花博物館
- 東京都清澄配水機場 - 建地北半部在清澄。
- 淺野混凝土深川工場 - 官營深川水泥製造所舊址。立有日本水泥工業發源地紀念碑。
- 江月院 - 淨土宗的寺院。
- 常照院 - 淨土宗的寺院。
- 本誓寺 - 淨土宗的寺院。前有玄武佛（神谷玄武坊）石碑。
- 臨川寺 - 臨濟宗妙心寺派的寺院。前有村田春海（村田春道次男，國學者、歌人）墓碑。
- 三穗道別稻荷神社
- 深川稻荷神社
- 尾車部屋

## 史蹟
- 平賀源內電（エレキテル）實驗地之碑（清澄一丁目2番）

## 備註
1. ↑  江東区の世帯と人口（住民基本台帳による） 区民部区民課 平成25年8月1日現在[永久]
2. 1 2 3  江東區の地名由来-江東區地域振興部文化観光課文化財係 的存檔，存档日期2013-07-19.，2012年6月18日閲覧。

## 外部連結
- 江東區官方網站 （页面存档备份，存于）